# Demre
Demre este un oraș și districtul său înconjurător în provincia Antalya, pe coasta mediteraneană a Turciei, numit după râul Demre.
Demre este orașul Myra din Licia, unde se află casa Sfântului Nicolae. Districtul a fost cunoscut sub numele de Kale, până a fost redenumit în 2005. O comunitate creștină substanțială de greci a trăit în Demre (Myra) până în anii 1920, când au migrat în Grecia, ca parte a schimbului de populație din 1923 între Grecia și Turcia. Satele grecești abandonate din regiune sunt o amintire izbitoare a acestui exod. Case grecești abandonate pot fi încă văzute la Demre și în regiunile Kalkan, Kaș și Kaya, care este un oraș fantomă grec. O mică populație de fermieri turci s-a mutat în regiune atunci când grecii au migrat în Grecia.
Regiunea este destinație turistică, în special pentru pelerinii creștini care vizitează orașul Sfântului Nicolae.

## Monumente
- Biserica Sfântul Nicolae din Demre, monument din secolul al VI-lea, în prezent muzeu

## Legături externe
- Demre municipality
- Photos from Demre Arhivat în 5 decembrie 2019, la Wayback Machine.